# Zegerskappel
Zegerskappel (officieel: Zegerscappel) is een gemeente in Frans-Vlaanderen, in het Franse Noorderdepartement (Frans: département du Nord) (regio Hauts-de-France). De plaats maakt deel uit van het  arrondissement Duinkerke. In 1962 veranderde de gemeente officieel de oude schrijfwijze Zeggers-Cappel in Zegerscappel (arrêté van 27 januari 1962). Zegerskappel telde op 1 januari 2022 1.549 inwoners.

## Geschiedenis
Zegerskappel werd in 1119 al genoemd als Sigeri Capella. Het dorp hoorde bij het graafschap Vlaanderen. Enige jaren na de Beeldenstorm werd de kerk in 1585 nog vernield door de geuzen. De heerlijkheid van het kasteeltje van Orval was tot aan de Franse Revolutie in handen van de families de Handtschoewerker, Damman en Quekebijl. Het dorpje was Vlaamssprekend tot in de twintigste eeuw.

## Geografie
De oppervlakte van Zegerskappel bedroeg op 1 januari 2022 17,4 vierkante kilometer; de bevolkingsdichtheid was toen 89 inwoners per km².

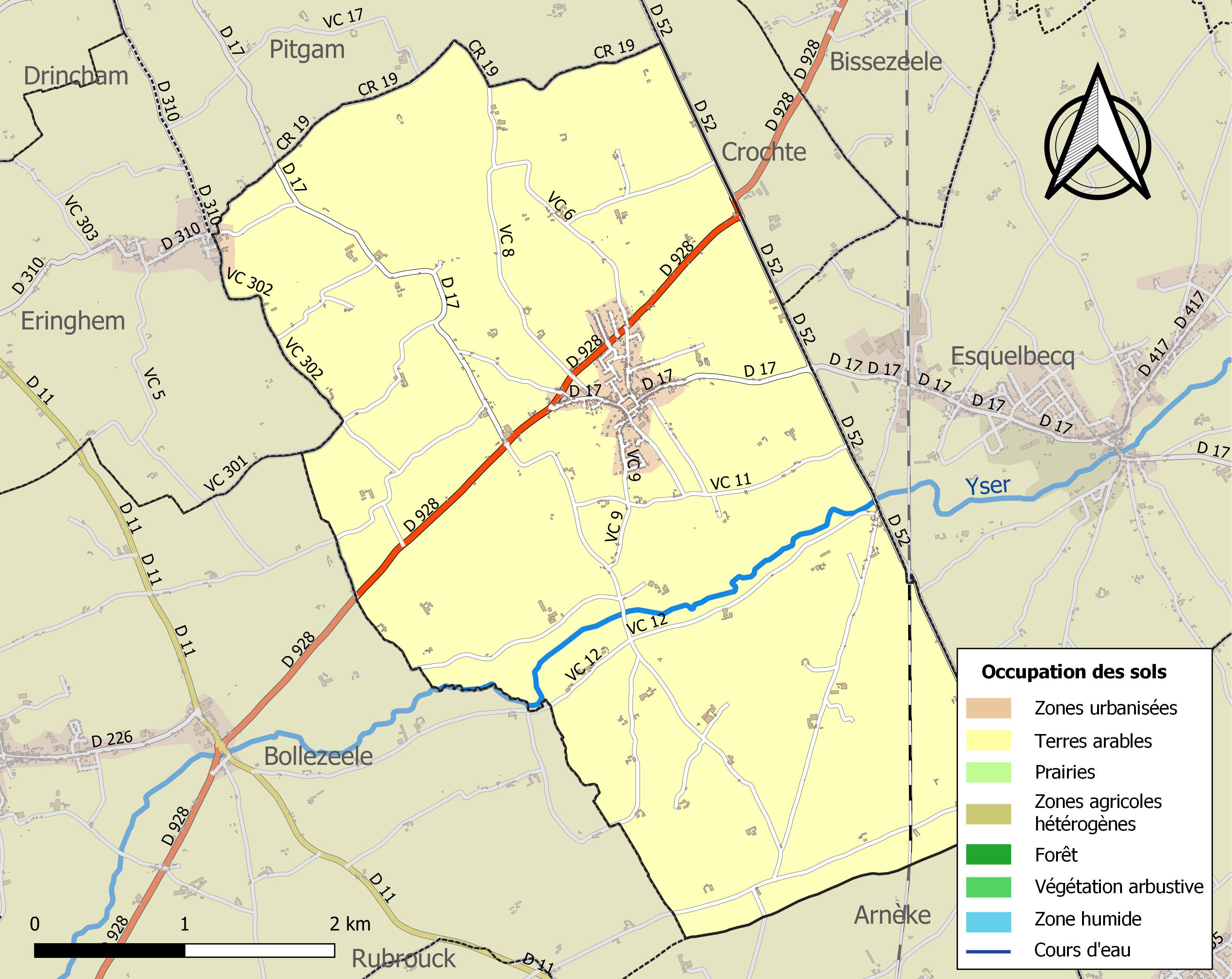
Kaart van de gemeente met belangrijkste infrastructuur, bodemgebruik en omliggende gemeenten

Zegerskappel ligt in het Houtland, op een hoogte van 7-40 meter. De dorpskern ligt op 30 meter hoogte.

## Bezienswaardigheden
- De Sint-Audomaruskerk
- De Brouwerij Méens Camerlynck

## Demografie
Onderstaande figuur toont het verloop van het inwonertal (bron: INSEE-tellingen).

## Nabijgelegen kernen
Bissezele, Eringem, Bollezele, Rubroek, Ekelsbeke
Arneke · Bambeke · Bavinkhove · Bissezele · Bollezele · Broksele · Buisscheure · Ekelsbeke · Eringem · Hardefoort · Herzele · Holke · Hondschote · Hooimille · Houtkerke · Killem · Krochte · Kwaadieper · Lederzele · Ledringem · Merkegem · Millam · Nieuwerleet · Noordpene · Ochtezele · Oostkappel · Oudezele · Rekspoede · Rubroek · Sint-Momelijn · Soks · Steenvoorde · Terdegem · Volkerinkhove · Warrem · Waten · Wemaarskappel · Westkappel · Wilder · Winnezele · Wormhout · Wulverdinge · Zegerskappel · Zermezele · Zuidpene
Armboutskappel · Arneke · Bambeke · Bavinkhove · Belle · Berten · Bieren · Bissezele · Blaringem · Boeschepe · Boezegem · Bollezele · Borre · Bray-Dunes · Broekburg · Broekkerke · Broksele · Buisscheure · Drinkam · Duinkerke · Ebblingem · Eke · Ekelsbeke · Eringem · Gijvelde · Godewaarsvelde · La Gorgue · Grand-Fort-Philippe · Grevelingen · Groot-Sinten · Hardefoort · Haverskerke · Hazebroek · Herzele · Holke · Hondegem · Hondschote · Hooimille · Houtkerke · Kaaster · Kapelle · Kapellebroek · Kassel · Killem · Kraaiwijk · Krochte · Kwaadieper · Lederzele · Ledringem · Leffrinkhoeke · Linde · Loberge · Loon · Meregem · Merkegem · Merris · Meteren · Millam · Moerbeke · Niepkerke · Nieuw-Berkijn · Nieuw-Koudekerke · Nieuwerleet · Noordpene · Ochtezele · Okselare · Oostkappel · Oud-Berkijn · Oudezele · Pitgam · Pradeels · Rekspoede · Rubroek · Ruisscheure · Sint-Janskappel · Sint-Joris · Sint-Mariakappel · Sint-Momelijn · Sint-Pietersbroek · Sint-Silvesterkappel · Sint-Winoksbergen · Soks · Spijker · Stapel · Steenbeke · Steenvoorde · Steenwerk · Stegers · Stene · Strazele · Terdegem · Téteghem-Coudekerque-Village · Tienen · Uksem · Vleteren · Volkerinkhove · Waalskappel · Warrem · Waten · Wemaarskappel · Westkappel · Wilder · Winnezele · Wormhout · Wulverdinge · Zegerskappel · Zerkel · Zermezele · Zoeterstee · Zuidkote · Zuidpene